# Shadow (film 2018)
Shadow (影S, YingP, lett. "Ombra") è un film del 2018 diretto da Zhang Yimou.

## Trama
Nella Cina del 208, il regno di Pei ha perduto l'importante città di Jingzhou a favore del regno di Yang dopo che il famoso e brillante comandante Ziyu ha perso un duello contro il famigerato imbattibile Yang Cang. Il re di Pei è infuriato dopo aver scoperto che Ziyu ha sfidato Yang Cang a una rivincita senza autorizzazione. Il re decide di offrire in sposa la sua amata sorella Qingping al figlio di Yang Cang, Yang Ping, per mantenere la pace tra i due regni e conservare il proprio trono.
Tuttavia Ziyu cela un segreto, va a trovare spesso in una grotta nascosta un anziano guerriero, il vero Ziyu, ancora vivo, benché ferito nel duello e debilitato dal vivere nascosto, il quale intende guadagnare il potere nel regno di Yang, riconquistando la città Jingzhou attraverso il suo giovane sosia, un orfano da lui adottato, la sua 'ombra'. Il giovane (chiamato da Ziyu 'Jingzhou', come la città che deve contribuire a riconquistare) obbedisce e si addestra duramente, affinché la sua imboscata contro la truppa del generale Yang Cang abbia successo. Lo scontro avverrà, nonostante Jingzhou sia stato degradato e scacciato dal re. Jingzhou verrà messo a dura prova, ferito dal generale, che rimarrà ucciso nello scontro, e troverà assassinata sua madre. La città viene riconquistata, con l'aiuto di un contingente introdottosi furtivamente nella città, approfittando del duello e dell'allagamento dei sotterranei causato da giorni di pioggia ininterrotta. Anche la sorella del re partecipa all'impresa e troverà la morte, ma solo dopo aver ucciso Yang Ping, che ne aveva offeso l'onore accettandola come concubina anziché come sposa. 
Il re di Pei accoglie il comandante Ziyu, o meglio Jingzhou, come un eroe. Il re aveva intuito non trattarsi della stessa persona. Il vecchio Ziyu, scampato ad un agguato organizzato dal re nel suo nascondiglio segreto, ferisce gravemente il re e cerca di aizzare Jingzhou, sostenendo che il re stesso ne avrebbe ucciso la madre, e invitandolo quindi a completare l'opera. Jingzhou invece uccide il genitore adottivo, intuendo il suo piano di ucciderlo una volta completata l'opera, in modo da non lasciare testimoni. Jingzhou uccide infine anche il re agonizzante, inscenando un duello mortale tra i due rivali, e annunciandosi all'esercito come il salvatore della patria. Solo la sposa di Ziyu rimane la testimone dell'oscuro segreto.

## Produzione
Le riprese del film sono iniziate nel marzo 2017.

## Distribuzione
Il film è stato presentato fuori concorso alla 75ª Mostra internazionale d'arte cinematografica di Venezia nel settembre 2018 e successivamente al Toronto International Film Festival.
La pellicola è stata distribuita nelle sale cinematografiche cinesi a partire dal 30 settembre 2018.

## Accoglienza

### Critica
Sull'aggregatore Rotten Tomatoes il film riceve il 95% delle recensioni professionali positive, con un voto medio di 7,59 su 10 basato su 82 critiche, mentre su Metacritic ottiene un punteggio di 81 su 100, basato su 25 critiche.

### Incassi
In Cina la pellicola ha incassato 90,5 milioni di dollari.

## Riconoscimenti
- 2018 - Chinese American Film Festival
  - Miglior film
- 2018 - China Film Critics Association Award
  - Migliori dieci film dell'anno
- 2018 - Golden Horse Film Festival
  - Miglior regista a Zhang Yimou
  - Miglior effetti visivi
  - Miglior scenografia a Horace Ma
  - Migliori costumi a Chen Minzheng
  - Candidatura per il miglior film
  - Candidatura per il miglior attore a Deng Chao
  - Candidatura per la migliore attore a Betty Sun
  - Candidatura per la miglior sceneggiatura adattata a Zhang Yimou e Li Wei
  - Candidatura per la miglior fotografia a Zhao Xiaoding
  - Candidatura per le migliori coreografie d'azione a Ku Huen Chiu
  - Candidatura per la miglior colonna sonora a Loudboy
  - Candidatura per i miglior effetti sonori a Yang Jiang e Zhao Nan
- 2018 - BFI London Film Festival
  - Candidatura per il miglior film
- 2018 - Makeup and Hairstyling Guild Awards
  - Miglior trucco a Chen Minzheng
- 2018 - New Mexico Film Critics
  - Candidatura per la scenografia a Horace Ma
- 2019 - Asian Film Awards
  - Miglior fotografia a Zhao Xiaoding
  - Migliori costumi a Chen Minzheng
  - Miglior scenografia a Horace Ma
  - Miglior sonoro a Yang Jiang e Zhao Nan
  - Candidatura per il miglior montaggio a Zhou Xiaolin
  - Candidatura per il miglior compositore a Loudboy
- 2019 - Beijing College Student Film Festival
  - Migliori effetti visivi
  - Candidatura per la miglior esplorazione nell'arte
- 2019 - China Film Director's Guild Awards
  - Candidatura per il miglior regista a Zhang Yimou
  - Candidatura per il miglior film
- 2019 - Huading Award
  - Candidatura per il miglior film
  - Candidatura per il miglior attore a Deng Chao
  - Candidatura per il miglior regista a Zhang Yimou
- 2019 - Jin Zhong Youth Film Award
  - Miglior fotografia a Zhao Xiaoding
  - Miglior compositore a Loudboy
- 2019 - Miami International Film Festival
  - Candidatura per il miglior film
- 2019 - Saturn Award[7]
  - Candidatura per il miglior film internazionale
  - Candidatura per la miglior regia a Zhang Yimou
  - Candidatura per la miglior scenografia a Horace Ma
  - Candidatura per i migliori costumi a Chen Minzheng
- 2019 - Sound Guild Awards
  - Miglior sonoro
- 2019 - To Ten Chinese Films Festival
  - Miglior attore del decennio a Wang Qianyuan